# 风华高科
广东风华高科技股份有限公司 （深交所：000636）是中国深圳证券交易所的一家上市公司，主营业务范围为电子元器件制造业。前身为1984年创建的广东肇庆风华电子厂。
2011年，该公司主营业务收入为2081893700.76元，公司净利润为164569299.29元，公司总资产为3309533664.12元。